# Ugolino de Montegiorgio
Ugolino de Montegiorgio, também conhecido como Ugolino de Santa Maria, foi um frade franciscano da Itália. Viveu no século XIV e é lembrado por ser autor da crônica Actus Beati Francisci et sociorum eius, uma das fontes primitivas mais importantes sobre a vida de São Francisco de Assis, escrita entre 1331 e 1337.